# سوء التغذية بالبروتين والطاقة

سنوات الحياة الصحية المفقودة بسبب سوء التغذية بالبروتين ;عدد المصابين لكل 100,000 من السكان ، احصائية عام 2004.
لا توجد بيانات
أقل من;10
10–100
100–200
200–300
300–400
400–500
500–600
600–700
700–800
800–1000
1000–1350
أكثر من 1350

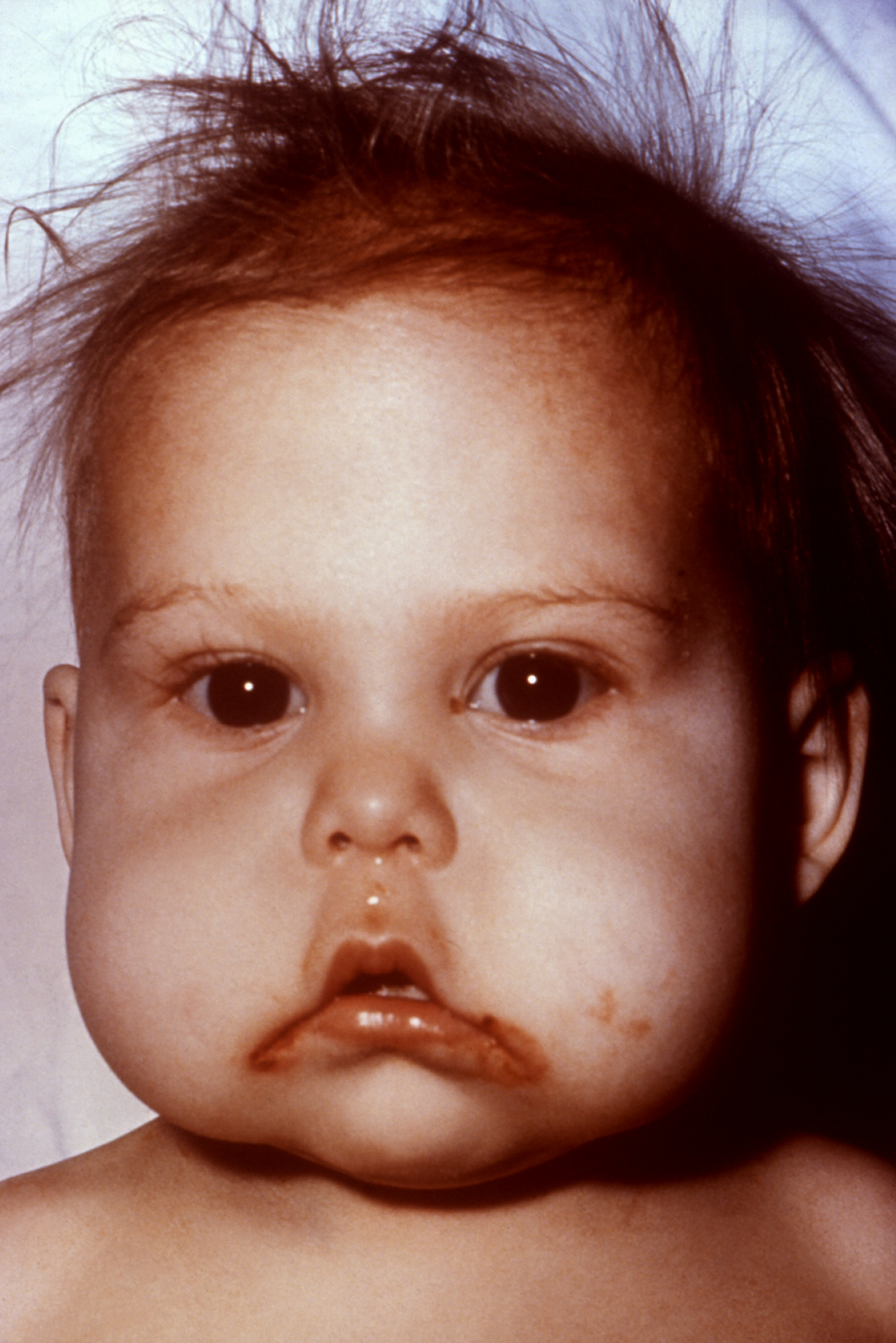
طفل مصاب بالكواشيوكور (نقص شديد في البروتينات) من سوء التغذية

سوء التغذية بالبروتين والطاقة Proein-energy malnutrition
يمكن أن يؤدي سوء التغذية بالبروتين والطاقة (PEM) إلى العديد من الأمراض بما فيها التخلف العقلي وكواشيوركور. من أعراض مرض كواشيوركور اللامبالاة، الإسهال، عدم النشاط، الفشل في النمو، جلد متقشر، كبد دهني، واستسقاء المعدة أو الرجلين. يُفسّر هذا الاستسقاء بنشاط إنزيم الأكسيجيناز الشحمية على حمض الأراكيدونيك لتكوين لوكوترايينات، والوظيفة الطبيعية للبروتينات في توازن السوائل ونقل البروتينات الشحمية. في الحالة الطبيعية حيث تكون التغذية متوازنة ، ولا مجاعة ، يتواجد جزء من البروتين في هيئة ألانين في الدم . وطبقا للخاصية الأسموزية فإن تواجد الألانين في الدم يمنع تسرب الماء من الأوعية الدموية إلى أنسجة الأعضاء المحيطة. أما في حالة نقص البروتين في الغذاء ونقص البروتين في الدم فإن هذا يسهل تسرب الماء إلى خارج الأوعية الدموية ويتجمع في الأغشية المحيطة . نرى تلك الظاهرة في أطفال في بلاد فيها مجاعة وسوء تغدية حيث يكون لهم كرش (مليء بالماء) على الرغم من نحافتهم .
سوء التغذية بالبروتين منتشر بشكل معتبر في العالم لدى كل من الأطفال والبالغين وهو مسؤول على 6 ملايين وفاة سنويا. في الدول المتقدمة يلاحظُ سوء التغذية بالبروتين في الغالب بالمستشفيات حيث يكون مصاحبا لمرض آخر أو يكون موجودًا لدى كبار السن.
الأمراض تتضمن:
- كواشيوركور (عجز في البروتين في التغذية)
- سغل (عجز في تناول السعرات )
- كواشيوركور سغلي (أعراض نقص البروتينات والسعرات الحرارية ، واحيانا يشرا إليه بأنه «سوء تغذية شديد»

وربما يصاحب سوء التغدية هذا أمراضا أخرى مزمنة مثل أمراض الكلى أو السرطان حيث يحدث خلالها عجز في البروتين.
يصيب سوء التغذية بالبروتين والطاقة في أغلب الحالات الأطفال حيث لا ينالون كمية البروتينات المناسبة. الحالات القليلة التي تظهر في العالم المتقدم تصيب الأطفال الصغار كنتيجة لحميات قصرية شديدة أو الجهل بالإحتياجات الضرورية لغذاء الأطفال ، كما تتسبب حساسية الحليب. في بعض الحالات دورا هاما.

## سوء تغذية الجنين
نقص البروتين في الغذاء قد يحدث في أي وقت خلال العمر، ولكن سوء التغدية قبل الولادة تكون له عواقب سيئة على طول العمر. فخلال الحمل يجب أن تتبع الأم الحامل نظاما غذائيا يحتوي على نسبة 20% من البروتين من أجل صحة سلامة الجنين.
الغذاء الذي يحتوي على نسبة أقل من 6% في«الرحم» يتسبب في عدة من الأعراض المرضية ، من ضمنها انخفاض حجم الدماغ رغم سمنة الجسم ، وفي بعض الحيوانات عدم الاستجابة عصبيا. وحتى نسبة 2و7% في غذاء وهي حالة توصف بنقص هفيف في البروتين ، فقد بينت البحوث أنها تؤثر تأثيرات سلبية بالغة في الفئران. نسرد عنها بعض الأعراض التي تنجم عن قلة البروتين في وقت الحمل:
- نقص حجم الدماغ : يبدو أن نقص البروتين يؤدي إلى صغر حجم الدماغ وتكوينها في قرود ريهسوس.[6]
- تغير في توزيع الدهن : بينت الدراسات على الفئران أن توزيع الدهن في بدن الجنين يختلف ويزيد الدهن على الرغم من أن الغذاء عموما لا نقص فيه ولكن كان هناك نقص في البروتين خلال السبعة أيام الأولى للحمل. وكذلك في حالة نقص البروتين في غذاء الأم خلال الأسبوع الثاني للحمل، وكذلك خلال الحمل، إلا أن الفئران التي كان لديها نقص في بروتين الغذاء في فترة الحمل الأخيرة (الأيام 15 - 22) فظهرت على المولود تزايدا في دهن الخصيتين.[7]
- تزايد السمنة: في الفئران التي تعرضت إلى نقص في بروتينات الغذاء أثناء الحمل كانت تزن 40% أقل من الفئران العادية (تأخر في النمو).وبعدما اكلوا غذاءا غنيا بالدهن بعد الولادة زاد لديهم الدهن في جسمهم واصبحو متزايدين السمنة . أما الفئران التي كانت تغدية الأم خلال الحمل متزنة فلم تظهر عليهم اعراض السمنة على الرغم من زيادة الدهن في غذائهم بعد الولادة .[8]
- وزن منخفض للوليد: أعطاء الحامل مكملات غذائية من البروتينوحاملات الطاقة (كربوهيدرات ودهون) أثناء الحمل قد يطيل فترة الحمل ويزيد وزن المولود. أما اعطيت الحامل في غذائها مكملات صغرية إلى جانب البروتين والطاقة فإنها تمر بولادة سهلة ، ويكون المولود بوزن كبير، وتكون فترة الحمل طويلة ، وعدم حدوث ولادة مبكرة (قبل الموعد ) .[9]

## قابلية التعرض للمرض

أعداد الوفيات لكل مليون نسمة في مختلف البلاد ، بواقع عام 2012
0-0
1-3
4-6
7-13
14-22
23-38
39-65
66-182
183-313
314-923

على الرغم من أننا نجد سوء التغذية في العائلات الفقيرة ، إلا أننا نجد سوء التغذية أيضا في العائلات الغنية في البلاد النامية ، وعلى الأخص في الأطفال الناشئين في مدن كبيرة . نجدهم قد يتعرضون إلى أمراض مزمنة ومنهم أطفال يحتاجون إلى علاج المستشفيات لتشخيصات متعددة. احتمالات المرض تشمل بصفة أساسية التخلف العقلي ، وامراض جينية وراثية ، وأمراض عصبية ، وزيارات طويلة للمستشفيات . وفي تلك الحالات كثيرا ما يكتشف الطبيب أن سبب شكوى المريض ناشئة عن التغدية أثناء حمل الأم أو أثناء الطفولة ، وهذا يضعف من امكانية وصف العلاج المناسب ، بحيث تتفاقم الحالة الصحية للمريض.
سوء التغذية شائع على مستوى العالم في الصغار والكبار ويتسبب إلى نحو 6 ملايين وفاة في السنة .
. ويكثر اكتشاف أن سوء التغذية كان في الأساس هو السبب في شكوى المريض من كبار السن في المستشفيات .

## امراض إضافية
توجد نسبة كبيرة من بين الأشخاص الذين يعانون من عواقب سوء التغذية أناس يعانون من امراض اضافية. وكثر تلك الأمراض هي : الإسهال ( وقد وجدت في 72% تقريبا من عدد 66 من المصابين) ومرض الملاريا ويوجد في نحو 43% من الحالات. ولكن شوهدت حالات أخرى من حالات سوء التغذية ، من ضمنها التسمم والأنيميا الحادة ، والأمراض الرئوية ، والإيدز ، و الدرن وغيرها . تلك الأمراض تصيب الأطفال الذين يعانون من سوء التغذية أو عانوا منها ، وقد يؤدي ذلك إلى إطالة وقت علاجهم بالمستشفيات وربما تكون عواقب سوء التغذية مؤدية للموت.

## اقرأ أيضا
- بروتين (تغذية)
- بروتين

## وصلات مرتبطة
- سوء التغذية على مشروع الدليل المفتوح
- أزمة الطعام البيئية دراسة أجرتها الأمم المتحدة حول تغذية وإطعام سكان العالم (2009).
- المؤسسة الحكومية الدولية لاستخدام الطحالب الدقيقة سبيرولينا لمكافحة سوء التغذية (IIMSAM)
- مصدر بيانات حول سوء التغذية والوفيات في مجتمعات السكان المتأثرين بالنزاعات
- تقارير عن مواقف تغذية سكان العالم تقارير سنوية أعدتها لجنة الأمم المتحدة القائمة على شؤون التغذية والتي تحتوي على بياناتٍ ومعلوماتٍ مفصلةٍ حول التحديات العامة، مدى سوء التغذية، الجهود المتخذة لمواجهة حدود وتـأثيرات سوء التغذية، وثروة من معلوماتٍ أخرى مفيدة.
- النمو الجسدي وحالة التغذية نسخة محفوظة 17 نوفمبر 2009 على موقع واي باك مشين.
- خريطة الجوع العالمية (أعدها برنامج الأغذية العالمي التابع للأم المتحدة)
- إحصائيات منظمة الأغذية والزراعة العالمية عن دول العالم نسخة محفوظة 15 نوفمبر 2010 على موقع واي باك مشين.
- محاربة الجوع والفقر في إثيوبيا (بيتر ميدلبروك)